# David Izazola
David Izazola Ramírez (23 de octubre de 1991 en la Ciudad de México) es un exfutbolista y actual director técnico mexicano. Jugó como delantero en 10 Equipos, 7 Países y 3 Continentes. 
Como jugador profesional debutó en la primera división del fútbol mexicano el 22 de enero de 2011 con los Pumas de la UNAM. Formó parte de la selección mexicana sub-20 que participó en el Mundial de Colombia 2011 donde se consiguió el tercer lugar. Fue campeón de liga el 22 de mayo de 2011 en el máximo circuito del fútbol mexicano. Adicionalmente, jugó en México con los equipos de: Querétaro, Atlético San Luis y Atlante y en el extranjero con Chivas USA de Estados Unidos, en el Budapest Honved de Hungría, en el Comunicaciones de Guatemala, en el Salamanca de España, en el Churchil Brothers de la India y en el FC Kamza de Albania.
Ha compaginado sus estudios universitarios con la práctica del futbol. Se tituló como Licenciado en Comercio y Negocios Internacionales con especialidad en Marketing Digital y tiene Certificaciones en Psicología Positiva y Liderazgo Estratégico.
En su faceta de Directivo ha desempeñado los cargos de Director de Marketing y Director General en el Club Salamanca del Futbol Español.
Ha escrito artículos de Futbol Soccer para diversos medios y ha sido columnista en Medio Tiempo, el Portal Futbolero de Grupo Milenio y Multimedios.
Cursó el Máster de Dirección Técnica avalado por la SEP, CONADE, RENADEP, STPS y ANECFID, y el Programa de Formación en Dirección Técnica del ENDIT para obtener las licencias emitidas por la Federación Mexicana de Fútbol.

## Trayectoria como Jugador

### Pumas de la UNAM
David Izazola se formó en las fuerzas básicas del Club Universidad Nacional pasando por todo el proceso de cantera y jugando en todos los equipos filiales de Pumas: Pumas C. C. H. de la Tercera División, Prepa Pumas de la Segunda División y Pumas Morelos de la Liga de Ascenso en donde anotó más de 50 goles a nivel profesional.
Formó parte de las selecciones mexicanas sub-18, sub-20 y sub-21.
Fue campeón sub-20  de la CONCACAF en 2011 en Guatemala, cuarto lugar en el Torneo Esperanzas de Toulon de 2011 en Francia y tercer lugar en la Copa Mundial de Fútbol Sub-20 de 2011 en Colombia.
Debutó el 22 de enero de 2011 en la Primera división de México, durante el torneo Clausura 2011 en el partido Cruz Azul Vs. Pumas, portando la camiseta número 50. El Director Técnico que lo debutó fue Guillermo Vázquez Jr.
En la misma temporada de su debut fue campeón de liga de la Primera División de México.
Su primer gol en la primera división profesional fue el 18 de septiembre de 2011 en el partido Pumas Vs Toluca. Entró de cambio al minuto 75 por Juan Francisco Palencia y le metió gol al portero Alfredo Talavera al minuto 77.
Su primer gol con Pumas en una competencia internacional fue el 21 de septiembre de 2011 al FC Dallas en el Estadio Pizza Hut Park al minuto 90 en la Pre Libertadores.

### Querétaro
En 2012 Pumas lo cedió a préstamo al Querétaro Fútbol Club en donde jugó como delantero 266 minutos. Ese mismo año, durante un entrenamiento sufrió una lesión de rodilla que lo marginó de las canchas por más de seis meses.

### Chivas USA
En 2013 Pumas lo cedió a préstamo al Chivas USA de los Ángeles California, en donde jugó como delantero en la Primera División de la MLS Major League Soccer de los Estados Unidos.

### Atlético San Luis
En 2014 Pumas lo cedió a préstamo al Atlético San Luis en donde jugó 353 minutos como volante ofensivo anotando dos goles.

### Budapest Honvéd FC
En enero de 2015 emigró al fútbol de Europa. Pumas lo cedió a préstamo por seis meses al Budapest Honvéd FC de la primera división de Hungría.

### Pumas de la UNAM
En junio de 2015, regresó a Pumas UNAM en donde jugó como delantero y fue Subcampeón de Liga de la Primera División. El 16 de junio de 2016, a los 24 años anunció su retiro por medio de las redes sociales.

### Comunicaciones FC
El 22 de diciembre de 2016, firmó contrato para jugar como delantero con el equipo de Comunicaciones FC de la Liga Nacional de Guatemala. Su regreso al futbol profesional y su debut en el futbol guatemalteco fue el 22 de enero de 2017 con gol incluido, dando el triunfo a su nuevo equipo, siendo autor del único gol del Comunicaciones frente al Guastatoya. Terminó la temporada como el máximo goleador de su equipo y un referente a la ofensiva promediando un gol cada 165 minutos.

### Atlante FC
El 31 de julio de 2017, firmó contrato para jugar como delantero con el Atlante FC dentro del Fútbol Mexicano en donde llegaron hasta las semifinales durante el torneo de la Copa MX.

### Salamanca CF UDS
En enero de 2018, firmó contrato para jugar como delantero con el Salamanca CF UDS dentro de la Liga Española en donde consiguieron la promoción de ascenso y ganaron todos los partidos de la eliminatoria para ascender al equipo a la segunda división b.

### Churchill Brothers Sports Club
En septiembre de 2018, firmó contrato como delantero con el Churchill Brothers Sports Club de la Primera División de la India perteneciente a la I-League la máxima categoría de fútbol organizada por la Federación de Fútbol de la India.

### Football Club Kamza
El 27 de diciembre de 2018, firmó contrato como delantero con el Football Club Kamza de la Primera División de Albania perteneciente a la Superliga de Albania la máxima categoría de fútbol organizada por la Federación de Fútbol de Albania.

## Clubes
| Club                           | País           | Año        |
| ------------------------------ | -------------- | ---------- |
| Club Universidad Nacional      | México         | 2011-2012  |
| Querétaro FC                   | México         | 2012       |
| Chivas USA                     | Estados Unidos | 2013       |
| Atlético San Luis              | México         | 2014       |
| Budapest Honvéd FC             | Hungría        | 2015       |
| Club Universidad Nacional      | México         | 2015 -2016 |
| Comunicaciones FC              | Guatemala      | 2017       |
| Atlante FC                     | México         | 2017       |
| Salamanca CF UDS               | España         | 2018       |
| Churchill Brothers Sports Club | India          | 2018       |
| Football Club Kamza            | Albania        | 2019       |

## Palmarés

### Nacional
| Título                                    | Equipo               | Sede   | Año  |
| ----------------------------------------- | -------------------- | ------ | ---- |
| Campeón de Liga de la Primera División    | Universidad Nacional | México | 2011 |
| Subcampeón de Liga de la Primera División | Universidad Nacional | México | 2015 |

### Internacional
| Título                                       | Equipo                    | Sede      | Año  |
| -------------------------------------------- | ------------------------- | --------- | ---- |
| Torneo Esperanzas de Toulon 2011 (4.º lugar) | Selección Mexicana Sub-20 | Francia   | 2011 |
| Campeón Sub-20 de la Concacaf                | Selección Mexicana Sub-20 | Guatemala | 2011 |
| Copa Mundial de Fútbol Sub-20 (3.er lugar)   | Selección Mexicana Sub-20 | Colombia  | 2011 |